# Miramont-Sensacq
 Miramont-Sensacq  (en occitano Miramont e Sensac) es una población y comuna francesa, situada en la región de Aquitania, departamento de Landas, en el distrito de Mont-de-Marsan y cantón de Geaune.

## Demografía
| 511 | 478 | 436 | 395 | 380 | 366 |
| Para los censos de 1962 a 1999 la población legal corresponde a la población sin duplicidades (Fuente: INSEE [Consultar]) |     |     |     |     |     |